# California Institute of the Arts

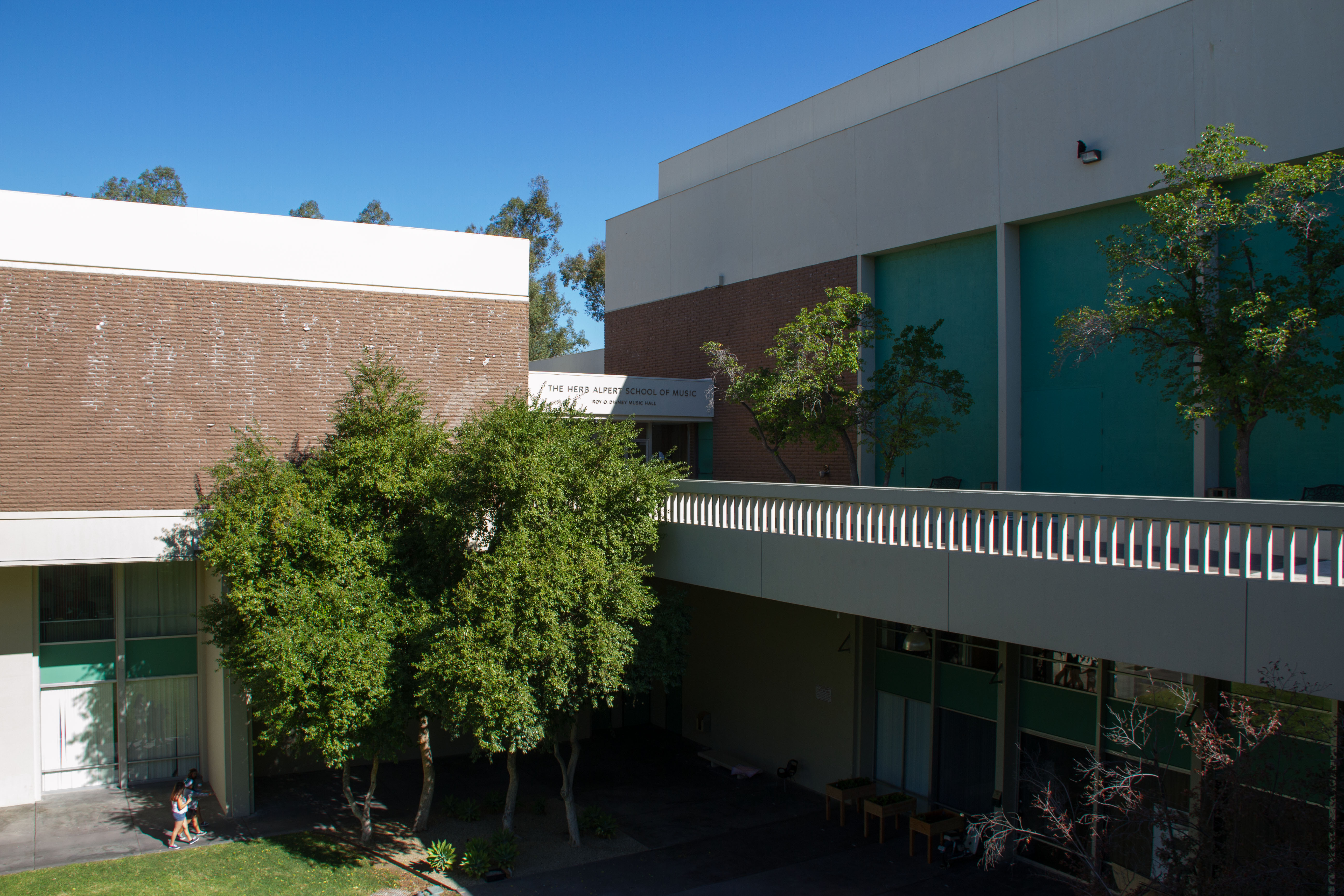
Herb Alpert School of Music vid CalArts

California Institute of the Arts (CalArts) är en privat amerikansk högskola för fria konster i Santa Clarita i Kalifornien. Den bildades 1961 av bland andra Nelbert Chouinard (1899–1969) och Walt Disney som en högskola för utbildning både i bildkonst och i scenkonst. Den har avdelningar för bildkonst, kritiska studier, dans, film/video, musik och teater.

## Bakgrund
CalArts bildades genom en sammanslagning av det 1921 grundade Chouinard Art Institute och det 1883 grundade Los Angeles Conservatory. Båda de tidigare institutionerna genomgick då en finansiell kris. Walt Disney hade länge varit i nära kontakt med Chouinard Art Institute och tog initiativ till sammanslagningen tillsammans med bland andra brodern Roy O. Disney.
CalArts nuvarande campus började byggas 1969, men försenades av häftiga regn, problem med arbetsrelationer och en jordbävning i San Fernando 1971. CalArts flyttade till sitt nya campus i stadsdelen Valencia i Santa Clarita i södra Kalifornien november 1971. CalArts hade i början problem med den spänning som fanns i att samtidigt vare en "fri", icke-kommersiell skola och en yrkesskola. Familjen Disney ville ha skolan som en skola direkt inriktad på att förse den lokala underhållsindustrin med utbildad arbetskraft.
År 1975 grundades utbildningsprogrammet Character Animation Program, som specialiserade sig på animerad film. Regissörer som studerat där har inbringat 26 miljarder dollar mellan 1985 och 2012, och skapat en ny gyllene era för animerad film. Bokstavs- och sifferkombnationen på ett av programmets klassrum, A113, förekommer i flera animerade filmer som rumsnummer, registreringsnummer och liknande som en hommage till utbildningen. Det var den före detta elven Brad Bird som initierade det och flera av hans kollegor har följt efter.
Med början 1987 blev CalArts värd för den delstatsfinansierade "California State Summer School for the Arts". Detta började som ett program för att utbilda talangfulla gymnasieelever inom ett brett område med animation, kreativt skrivande, dans, experimentell film och videokonst, musik, teater och bildkonst. CalArts utvidgade konceptet 1990 till samverkan med civilsamhället och kommunerna för elever i resurssvaga skolor i Los Angeles County.